# Relativismo
Il relativismo è una posizione filosofica che nega l'esistenza di verità assolute, o mette criticamente in discussione la possibilità di giungere a una loro definizione assoluta e definitiva.
In Europa se ne riconosce la prima comparsa all'interno della sofistica greca; in seguito, posizioni relativiste furono espresse dallo scetticismo antico e moderno, dal criticismo, dall'empirismo e dal pragmatismo.

## Descrizione
Chi è relativista sostiene in sostanza che una verità assoluta non esiste, oppure, anche se esiste, non è conoscibile o esprimibile o, in alternativa, è conoscibile o esprimibile soltanto parzialmente (appunto, relativamente); gli individui possono dunque ottenere solo conoscenze relative, in quanto ogni affermazione è riferita a particolari fattori e solo in riferimento ad essi è vera. Per i sofisti, nessun atto conoscitivo raggiunge la natura oggettiva delle cose, né rappresenta una verità assoluta valida per ognuno. Un ulteriore punto di vista, di cui Ludwig Wittgenstein fu il principale sostenitore, è che, poiché tutto viene filtrato dalle percezioni umane, limitate e imperfette, per forza di cose ogni conoscenza è relativa alle esperienze sensibili per l'uomo. Citando appunto Wittgenstein:
(Ludwig Wittgenstein)
Per il filosofo Nicola Abbagnano, l'antica sofistica, lo scetticismo, l'empirismo e il criticismo sono manifestazioni di un relativismo che tenta di crearsi una tradizione. Ma in realtà la corrente detta relativismo, per Abbagnano, è nata come fenomeno moderno, legata alla cultura del XIX secolo. Ne è una manifestazione estrema la dottrina di Oswald Spengler, nel libro Il tramonto dell'Occidente (1918-1922), dove è affermata la relatività di tutti i valori della vita in rapporto alle epoche storiche, considerate come entità organiche, ognuna delle quali cresce, si sviluppa e muore senza rapporto con l'altra:
(Oswald Spengler da Der Untergang des Abendlandes, I, 55)
Tra le varie civiltà non è possibile alcuna comunicazione, poiché non vi sono valori comuni tra esse; per cui, anche la civiltà occidentale è quindi destinata ad estinguersi.

## Il relativismo nella filosofia antica

### Il relativismo di Protagora
Per Protagora la conoscenza è sempre condizionata dal singolo soggetto che percepisce e pensa, e non esistono criteri universali che consentano di discriminare la verità e la falsità delle conoscenze soggettive, né un bene ed una giustizia assoluti, che possano valere da norma definitiva per i comportamenti etici.
La misura del giusto e del bene non è l'individuo singolo, ma l'intera comunità a cui appartiene. Giusto sarà ciò che appare tale alla maggioranza, ciò che giova alla città (secondo il criterio dell'utile) ed ottiene il consenso più ampio possibile dei cittadini. Così il consenso del pubblico diviene la riconosciuta misura della verità di un discorso.
Come si vede, in Protagora c'è in ogni caso modo di discriminare fra due opzioni, che non sono equivalenti per il solo fatto di non potere essere nettamente divise in "vere" e "false", "giuste" e "sbagliate".

### Il relativismo di Gorgia
Per Gorgia, tutte le possibilità si equivalgono, perché non sono conoscibili e comunque non sono comunicabili. Ne consegue che con l'arte oratoria si può dimostrare che "tutto è il contrario di tutto".

## Il relativismo nella filosofia moderna e contemporanea
(F. Nietzsche, Frammenti Postumi, (1885-1887))
È possibile parlare di relativismo riferendosi al pensiero di Francesco Guicciardini nei Ricordi e nella Storia d'Italia. Rifiutando il tentativo di Machiavelli di sintetizzare la realtà tramite princìpi unici ed assoluti, Guicciardini, infatti, si sofferma sulla pluralità delle cose. Conclude quindi che è necessario considerare ogni singola situazione in funzione del contesto nel quale essa si determina. L'attenzione si sposta dunque dall'universale al cosiddetto «particulare».
L'illuminismo è relativista per quanto riguarda gli atteggiamenti religiosi e culturali, mentre propone invece il valore universale della ragione e dei diritti umani.
Uno dei maggiori rappresentanti del relativismo moderno, considerato precursore del relativismo antropologico, è Montaigne. Un suo grande seguace è Ralph Waldo Emerson (relativista ma nel contempo perfezionista sovramorale), al quale si richiama poi, ma con grande originalità, il pensiero di Nietzsche. Quest'ultimo supererà il relativismo, elaborando il concetto, per certi versi di derivazione leibniziana, del prospettivismo: è di Nietzsche la celebre frase: "Non esistono fatti, solo interpretazioni", ossia visioni diverse, spinte da volontà competitive. 
(Friedrich Nietzsche, Così parlò Zarathustra, capitolo Dei mille e uno scopo)
Come spesso rimarcherà Gilles Deleuze, il relativismo è tuttavia diverso dal prospettivismo, in quanto quest'ultimo introduce il concetto di 'punto di vista', uno stato esistenziale entro il quale è compresa la presunzione di una oggettività, che solo il confronto critico fra diversi punti di vista può smentire (e il relativismo comporta appunto l'istituirsi di questa relazione).
Anche Ferdinand Canning Scott Schiller nega ogni verità "assoluta" o "razionale": la verità è sempre relativa all'uomo, valida perché utile a lui; il detto di Protagora è per lui la più grande scoperta della filosofia (l'uomo misura di tutte le cose).
In epoca contemporanea, il pensiero postmoderno ha elaborato varie concezioni che in diverso modo si rifanno a posizioni relativiste; fra queste ricordiamo il decostruzionismo, la teoria del pensiero debole, il post-strutturalismo, il costruttivismo di Deleuze, il soggettivismo esistenzialista, nonché alcuni esiti dello storicismo; ma sono tante le tendenze filosofiche contemporanee in varia misura considerate relativiste.

## Il relativismo culturale
Teoria formulata, a partire dal particolarismo storico di Franz Boas, dall'antropologo statunitense Melville Jean Herskovits (1895-1963) secondo il quale, considerato il carattere universale della cultura e la specificità di ogni ambito culturale, ogni società è unica e diversa da tutte le altre, mentre i costumi hanno sempre una giustificazione nel loro contesto specifico. In seguito il concetto di relativismo culturale diviene imprescindibile in campo antropologico, grazie anche all'attività divulgativa dell'allieva di Boas, Margaret Mead, la cui opera più celebre, L'adolescente in una società primitiva (precedente di qualche anno alla formulazione esplicita del relativismo culturale), può essere considerata paradigmatica dell'utilizzo di argomentazioni di carattere relativistico come strumento di critica della società occidentale (in quel caso americana).
Da questa teoria sono derivate numerose tesi che raccomandano il rispetto delle diverse culture e dei valori in esse professati. Tali idee sostengono ad esempio l'opportunità di un riesame degli atteggiamenti nei confronti dei paesi del Terzo Mondo, richiedendo maggior cautela negli interventi e criticando la tendenza coloniale e post-coloniale ad imporre anche un sistema culturale mediante l'intervento umanitario, gli aiuti per lo sviluppo economico e/o la cooperazione internazionale (vedi inculturazione). Spesso critiche di questo tipo sono state rivolte alle organizzazioni che fornivano aiuti umanitari condizionati all'adozione di determinati comportamenti, come ad esempio la propaganda religiosa delle missioni cristiane.
Il relativismo culturale infatti porta avanti la convinzione per cui ogni cultura ha una valenza incommensurabile rispetto alle altre, ed ha quindi valore di per sé stessa e non per una sua valenza teorica o pratica. Secondo il relativismo culturale i vari gruppi etnici dispongono quindi di diverse culture e tutte hanno valenza in quanto tali. Il ruolo dell'antropologo viene di conseguenza ristretto all'analisi e alla conoscenza profonda di tali espressioni culturali da un punto di vista emico, mentre ogni valutazione di valore viene messa al bando come espressione di etnocentrismo, ovvero del punto di vista opposto rispetto al relativismo. Posizioni simili ha espresso Claude Lévi-Strauss:
(Claude Lévi-Strauss, Razza e storia, dal capitolo "Contro l'etnocentrismo")

## Relativismo morale
Strettamente associato al relativismo culturale è il relativismo morale, per il quale i giudizi di valori, le regole di condotta adottate da un determinato gruppo sociale (o anche da singoli individui) sono legati ai loro specifici bisogni e non hanno quindi alcun fondamento di assolutezza o necessità.

## Relativismo e "società aperta"
Le riflessioni sviluppate da Karl Popper sulla cosiddetta società aperta hanno spinto alcuni pensatori, sebbene in disaccordo con le conclusioni dello stesso Popper, a ritenere che una società democratica, libera e aperta, debba essere legata al relativismo inteso come rifiuto di ogni verità ritenuta assoluta: la pretesa di essere a conoscenza di una verità condurrebbe alla società chiusa e autoritaria.

In effetti, nel pensiero di Popper e della corrente che sviluppa la sua filosofia, 
(Karl R. Popper, La società aperta e i suoi nemici, Vol. I, Platone totalitario, dalla IV di copertina.)
Popper tuttavia, pur sostenendo come la nostra conoscenza si regga «sulle palafitte», respingeva il relativismo, essendo egli in realtà sempre animato dall'aspirazione all'oggettività, sia in ambito conoscitivo (dove concepiva aristotelicamente la verità come «corrispondenza ai fatti»), sia in ambito morale: nell'"Addenda" alla Società aperta e i suoi nemici, ad esempio, egli tentò esplicitamente di demolire il relativismo etico istituendo un paragone con l'ambito gnoseologico.

Notevole danno hanno prodotto, secondo Popper, il pensiero marxista e il materialismo, secondo i quali ogni verità sarebbe relativa all'epoca storica che la produce, ragion per cui si avrebbero anche più verità in contrasto tra loro che, anziché escludersi, convivrebbero in forma "dialettica": un pensiero foriero di relativismi che contraddice il canone principale della ricerca scientifica, che è quello di accettare le confutazioni. Molta della tradizione marxista si è configurata, infatti, come 
(Karl R. Popper, La società aperta e i suoi nemici, vol. II, Hegel e Marx falsi profeti, dalla IV di copertina.)
(Karl R. Popper, op. cit.)
Altri popperiani, tra cui il professor Marcello Pera, obiettano ancora che le libertà civili e politiche, lungi dall'essere fondate sulla relatività delle nostre conoscenze, debbano ricondursi alla dignità intrinseca della persona umana, che permane quale che sia la verità o non verità delle idee e delle convinzioni di ciascuno e che assicura a tutti il diritto di far valere tali idee e convinzioni in ambito sociale e politico:
Nel dibattito se esista o meno una verità sull'uomo, si gioca quella costruzione che ha come fondamento oggettivo quei diritti umani inviolabili che sono alla base del moderno stato di diritto. Senza verità sull'uomo, dicono gli oppositori del relativismo, è difficile costruire una linea di resistenza concettualmente robusta e fondata nei confronti delle derive autoritarie o anche totalitarie.

## Critiche al relativismo
Il relativismo fin dalla sua nascita è stato oggetto di contestazioni, in particolare:
- sul piano logico: i suoi critici sostengono che se, come affermano i relativisti, nessuna rappresentazione umana può aspirare al rango di "oggettività", allora neanche il relativismo stesso può aspirarvi; pertanto esso si contraddirebbe qualora pretenda di essere nel vero.
- sul piano etico: se, come affermano i sostenitori del relativismo etico, vale il principio di equivalenza di ogni prescrizione morale, ciò non può non avere effetti esiziali sulla società; se infatti non esiste una Verità assoluta di riferimento in base a cui poter distinguere il bene dal male, allora tutto è lecito, affermazione che pretende di porsi a sua volta come una norma assoluta, a dispetto del presunto carattere "non prescrittivo" del relativismo.

Queste critiche potrebbero essere superate solo asserendo che «niente è assoluto e oggettivo, tranne questa stessa frase», ma allora bisognerebbe ammettere che non tutto è relativo, e c'è sempre qualcosa di assoluto da cui non si può prescindere. Agostino d'Ippona diceva in proposito che chi sostiene l'impossibilità di ogni certezza è destinato a contraddirsi, perché non volendo dà sempre per scontata una certezza, ossia la certezza che non vi sono certezze. Per quanti tentativi uno faccia, non si può mai negare del tutto l'esistenza di una verità assoluta, verità che si manifesta proprio nella scoperta della relatività del mondo delle apparenze.
Fra i detrattori del relativismo vi fu Platone, il quale combatté tutta la vita per demolire l'edificio relativista dei sofisti e sostituirlo con un sistema che rendesse possibile una conoscenza certa, e quindi una qualche forma di verità assoluta, dopo aver attribuito al relativismo la colpa dell'uccisione di Socrate, da lui ritenuto «il più giusto degli uomini», e condannato perché considerato corruttore di giovani. Oggi sappiamo che Socrate fu condannato a morte principalmente per motivi politici; tuttavia la famosa frase di Socrate «io so di non sapere niente», se da un lato esclude la pretesa di avere una conoscenza certa e valida della realtà, nasceva proprio dalla ricerca disinteressata di un criterio assoluto di verità e di giustizia: quella di Socrate «è una verità povera - che consiste appunto nel semplice sapere di non sapere - ma è anche una verità che si dispone a diventare ricca, nel senso che è il mettersi alla ricerca di quel vero sapere che ora si sa di non possedere».
Anche Aristotele criticò i relativisti, accusando Protagora di contraddittorietà, perché se l'uomo fosse misura di tutte le cose non ci sarebbe alcun criterio per distinguere il vero dal falso (Metafisica, 1062 b 14). I relativisti inoltre, secondo Aristotele,
(Metafisica, 1010 a 12)
Agli occhi dei relativisti, invece, sostenere che l'inesistenza di una verità assoluta corrisponda ad affermare che "tutto è lecito" apparirebbe una posizione semplicistica: secondo costoro, la liceità o meno di un'azione sarebbe infatti regolata dai rapporti dei singoli tra loro (etica) e dei singoli con se stessi (morale). Più giustamente si potrebbe dire: "tutto è lecito all'interno della morale sociale". Per esempio il comandamento cristiano di "non uccidere" corrisponderebbe direttamente alla necessità etica di non danneggiare la propria società, e quindi anche ad una necessità materiale e utilitarista non dettata dal credo in una "verità rivelata", bensì unicamente dalla convenienza del momento.
All'inizio del XX secolo un'importante critica al relativismo è stata sviluppata da Max Scheler nel Formalismus (1913-1916). Secondo Scheler il fatto che i valori non siano dati in modo apodittico e non possano essere esauriti da un unico punto di vista, non dimostra necessariamente che siano frutto di convenzioni e siano privi di basi ontologiche. Cercando di conciliare l'ontologia dei valori con il prospettivismo solidaristico dell'etica, egli cita una leggenda indiana: a un gruppo di saggi ciechi venne chiesto di descrivere l'elefante che avevano di fronte, al che ognuno di loro lo descrisse in modo completamente diverso a seconda della parte che era riuscito a toccare. La pluralità delle descrizioni e dei punti di vista non intaccava però il fatto che davanti a loro esistesse un unico elefante e che, se i saggi si fossero messi a discutere fra di loro, forse sarebbero riusciti, in uno sforzo solidaristico reciproco, a farsene un'idea più completa. Il giusto e il bene non dipendono, secondo Scheler, da ciò che pensa la maggioranza o il più forte, ma da ciò che incrementa la completezza oggettiva del punto di vista, quello che più tardi Scheler definirà Weltoffenheit. La tesi di Scheler è che il singolo punto di vista etico esprima il modo in cui si costituisce l'identità della persona e quindi non sia relativistico, anche se incompiuto e quindi bisognoso di un confronto rettificativo della comunità per la sua piena definizione, ma piuttosto prospettivistico: a variare cioè, secondo Scheler, non sono i valori, ma il modo in cui i valori vengono storicamente percepiti.

### La visione della Chiesa cattolica
Nella visione cattolica il relativismo culturale è ritenuto inaccettabile quando diventa relativismo etico e mette in dubbio le verità rivelate che sono oggetto della fede cattolica. La Chiesa afferma di rispettare le culture diverse dalla propria per le quali, oggi, propone una missionarietà che parte dal valorizzare i valori propri di ogni popolo ed etnia, purché non permetta comportamenti disapprovati dalla Chiesa. Infatti, porre la propria fede accanto alle altre, attribuendo a tutte lo stesso valore, significherebbe secondo la Chiesa snaturarla; essa si richiama in proposito alle parole di Gesù: «Io sono la via, la verità, la vita»; «Non potete servire a Dio e a mammona».
Le posizioni contro il relativismo sono sancite nella costituzione Gaudium et Spes, in alcune encicliche di papa Giovanni Paolo II (tra cui Fides et Ratio e Veritatis Splendor), e in alcune note dottrinali della Congregazione per la dottrina della fede dove si legge: «[il] relativismo culturale [..] offre evidenti segni di sé nella teorizzazione e difesa del pluralismo etico che sancisce la decadenza e la dissoluzione della ragione e dei principi della legge morale naturale. A seguito di questa tendenza non è inusuale, purtroppo, riscontrare in dichiarazioni pubbliche affermazioni in cui si sostiene che tale pluralismo etico è la condizione per la democrazia».
Il 18 aprile 2005 l'allora cardinale Ratzinger affermava in un'omelia sul relativismo:
L'enciclica di papa Benedetto XVI Spe salvi del 30 novembre 2007, ribadisce la posizione della Chiesa cattolica sul relativismo. Vi si legge infatti che
(Spe Salvi, 23)
Secondo i critici della visione cattolica, il paradosso di queste posizioni sta proprio nella non accettazione, da parte della Chiesa cattolica, della medesima importanza tra le culture, compresa quella cattolica (al contrario dei "relativisti", che affermano di accettare di buon grado anche la cultura cattolica, purché non sia imposta a coloro che cattolici non sono).
La presunta impossibilità di conciliare i valori etici delle varie popolazioni con quelli cattolici, senza che venga persa la cultura tradizionale originaria, è il tema delle critiche più frequentemente rivolte ai missionari e alla modalità di trasmissione dei valori evangelici, che viene accusata di essere troppo occidentalizzante. La Chiesa accusa invece gli organi internazionali di diffondere tra le popolazioni una morale relativista e per questo si concentra sull'inculturazione, cercando di mediare la visione etica delle "verità" rivelate con le tradizioni locali.
Il termine è stato usato anche per criticare i cattolici che accettano che la legge civile permetta comportamenti contrari alla dottrina cattolica.